# Eclipse lunar de 14 de abril de 1987
| Eclipse Lunar Penumbral 14 de abril de 1987 | Eclipse Lunar Penumbral 14 de abril de 1987 |
| --- | ------------------------------------------- |
| A Lua cruzando a região sul da penumbra da Terra, de oeste para leste (da direita para a esquerda), com a Lua levemente menos brilhante que o normal. |                                             |
| Gamma | -1,1364                                     |
| Saros (e membro) | 141 (22 de 73)                              |
| Sequência de eclipses lunares |                                             |
| Anterior | 17 de outubro de 1986                       |
| Próximo | 7 de outubro de 1987                        |
| Duração (hr:mn:sc) |                                             |
| Penumbral | 3:54:08                                     |
| Fases e Horários do Eclipse (UTC) |                                             |
| P1 | 0:21:55                                     |
| Máximo | 2:18:54                                     |
| P4 | 4:16:03                                     |

O eclipse lunar de 14 de abril de 1987 foi um eclipse penumbral, o primeiro de dois eclipses lunares do ano. Teve magnitude penumbral de 0,7769 e umbral de -0,2313. Teve duração total de 234 minutos.
A Lua atravessou a região sul da faixa de penumbra da Terra, que cobriu mais da metade de sua superfície (cerca de 70% a 75%), ficando de fora da área eclipsada a parte sul da Lua. Dessa maneira, o disco lunar perdeu gradualmente parte de seu brilho normal, entretanto, quase não houve escurecimento tênue na parte norte do disco, voltada para a região umbral, pois estava consideravelmente mais distante da região. Geralmente, os eclipses penumbrais são mais difíceis de serem percebidos a olho nu.
A Lua cruzou a parte sul da zona de penumbra da Terra, em nodo descendente, dentro da constelação de Virgem, muito próximo à estrela mais brilhante da constelação - Spica - situada cerca de 1°10' (um grau e 10 arcos de minuto) ao sul da Lua.

## Série Saros
Eclipse pertencente ao ciclo lunar Saros de série 141, sendo este de número 22, totalizando 73 eclipses na série. O eclipse anterior foi o eclipse penumbral de 2 de abril de 1969, e o próximo do ciclo será com o eclipse penumbral de 24 de abril de 2005.

## Visibilidade
Foi visível nas Américas, Atlântico, Europa, África, Oriente Médio, quase toda a Antártida e no leste do Pacífico.
| Região do planeta onde foi visível durante o máximo do eclipse - 2:19 UTC. O litoral nordeste do Brasil, na altura dos estados de Alagoas e Sergipe, obteve a melhor observação do meio do eclipse, de onde foi visível à meia-noite. |
| Mapa de visibilidade do eclipse |